# Myrinia
Myrinia là một chi bướm ngày thuộc họ Bướm nâu.